# 罗伯特·道尔
罗伯特·基思·贝内特·道尔 AC（1953年5月20日—），澳大利亚政治家，2008年11月30日当选第103任墨尔本市长。1992-2006年他曾任维多利亚州立法会议员，代表马尔文选区；2002-2006年任维多利亚州反对党领袖。他是坚定的自由党人，从未改换门庭。

## 背景
道尔出生于墨尔本，中学时代移居吉朗。1977年他从莫纳什大学毕业，次年返回母校吉朗高中任教。1982年他搬回墨尔本，在罗里斯顿女子学校任系主任。三年后他再次跳槽到墨尔本苏格兰学校任高管，同时兼教英语。

## 州议员生涯
在1992年的维多利亚州议会选举中，道尔在马尔文选区的自由党初选中击败了乔弗里·利，随后自由党在杰夫·肯内特的领导下击败乔安·科奈领衔的工党。甫一当选议员道尔就被任命为预防犯罪委员会成员，同时身兼数个卫生领域的职位。1996年4月，他被提拔为州议会民政服务部秘书。
在1999年的州议会选举中肯内特政府出乎意料地连任失败，他本人随即从政界隐退。肯内特之前的副手，卫生部长丹尼斯·纳凡接任了反对党领袖；道尔则继承了纳凡之前的职位，任反对党卫生发言人。

### 维多利亚州反对党领袖
2002年维州议会选举前自由党在民意调查中表现不佳，当年选情凶多吉少。道尔趁机挑战纳凡的州反对党领袖地位，声言如果纳凡继续领导自由党的话，党将“面临政治上的毁灭”。他最终以微弱优势取代了纳凡成为新一任的自由党领导人。
然而道尔领导下的自由党在2002年的维州议会选举中大败亏输。在州立法局（上院）选举中自由党仅仅获得了88个席位中的17席，为有史以来第二次未过半数。此外自由党影子财政部长罗伯特·迪安犯下了不可饶恕的低级错误：搬家之后忘记更新自己的选举人注册信息。因此按照维州法律他未被列入候选人名单，白白错失了这次机会。
经历了2002年的溃败之后，由于党内人才匮乏，道尔依然连任了一段时间的反对党领袖。但是随后影子教育部长维克多·珀顿和道尔的副手菲尔·霍尼伍德的辞职引发了多米诺骨牌式的效应：道尔的幕僚长罗纳德·威尔逊和公共关系主任罗伯特·克兰西也相继辞职，最后甚至道尔此前的铁杆支持者，例如立法局委员安德烈娅·库特、菲利普·戴维斯，以及迈克尔·克罗格和海伦·克罗格夫妇都开始认为道尔已经众叛亲离。同时有报道声称道尔的个人支持率已经下降至15%。终于在2006年5月4日道尔宣布辞去反对党领袖一职，他声明“我已经尽我所能，但仍然不够”，因此他的辞职“是为党在选举中成功的最佳考虑。”  泰德·白鲁接任了道尔的职位。
白鲁和纳凡之后都先后担任了维多利亚州州长，因此道尔和阿伦·布朗就成为了自1945年维多利亚州自由党挂牌以来历任自由党领袖中唯二没有担任过维州州长的。
2006年11月25日道尔正式卸任马尔文区州立法会议员。当天白鲁领导下的自由党也同样在选举中溃败，道尔趁机公开批评了党内的几个主要人物。
2007年6月21日，工党州政府任命道尔为墨尔本卫生集团主席。集团下属著名的皇家墨尔本医院。

## 墨尔本市长
2008年10月时任墨尔本市长苏震西宣布他将不再寻求第三个任期以后，道尔成为了下一任市长的热门人选，对此他告诉媒体自己参选的几率“在五成以上”。 
10月27日他正式参选，声明他一旦当选将抛开党派政治的负担与州政府通力合作。 他的参选伙伴是苏震西时代的副市长苏珊·莱利。
在2008年11月30日的市政选举中，道尔击败了老牌市议员吴绮玲以及两位前副市长彼得·麦克马林和加里·辛格，当选新一任墨尔本市长。
道尔的高祖父罗伯特·贝内特曾经在1861-1862年担任过墨尔本市长，墨尔本城里以爵士酒吧著名的贝内特巷就是以他的名字命名的。
2012年10月27日道尔击败了老对手吴绮玲以及之前呼声甚高的加里·摩根连任墨尔本市长。他的得票率较上次有所上升。
2016年10月29日，道尔第三次当选墨尔本市长，得票44.62%。

### 政策
道尔施政的中心为激活墨尔本的夜生活，与维州州长丹尼尔·安德鲁斯推出的周末公共交通24小时运营，延长娱乐业营业时间和支持24小时艺术节等政策呼应。 

2016年7月道尔宣布墨尔本中央商务区的无家可归者问题已经“迫在眉睫”。他引用的一项研究数据显示在过去的两年中无家可归者的人数增长了74%。
道尔公开支持婚姻平权。作为一位保守派政治家，他仍经常来到LGBT广播节目Joy FM当嘉宾。
作为市长，道尔着手整顿墨尔本中心商业区治安并试图吸引更多家庭游客。但其手段受到了一些争议。在竞选中他曾经承诺会向私家车开放斯旺斯顿街，而后者几十年以来都是一条步行街。这一举措招致公共交通使用者协会、绿党和维州自行车协会的抗议。道尔还曾规划在市中心建立一座主题公园以吸引儿童游客，同时他发誓将"博干"（盲流）和蹩脚的街头艺人从市中心赶出去。另外道尔公开批评州政府对墨尔本滨海港区的开发。他声称州政府的规划缺乏“社会凝聚力”，并要求由墨尔本市政府接手开发。他同时表示希望在海港区建设一处带有威尼斯风格运河的大公园。
2010年9月在一家电台就户外禁烟问题采访道尔时，曾多年在卫生系统任职的后者表示自己“从来没听说过一起由于被动吸烟而导致癌症的病例。”

### 与中国政府的对立
2009年8月墨尔本国际电影节期间放映了澳大利亚制作的关于热比娅·卡德尔的纪录片《爱的十个条件》，她本人更亲自来到墨尔本市政厅参加展映。中国政府立即通过驻墨尔本总领事向市政府施压。道尔拒绝了中国方面停止放映的要求。紧接着有报道表明中国政府在考虑终止墨尔本和天津的姐妹城市关系。作为回应，道尔向澳大利亚外交部提出抗议，后者对中国大使馆提出了警告。

### “占领墨尔本”期间
2012年的占领运动也波及到了墨尔本。在向占据墨尔本城市广场的示威者下达清场命令无效之后，道尔派出了防暴警察强行清场，并在ABC的采访中将示威者们称作“自以为是、自恋和自我放纵的暴徒”。在过程中有多名示威者受伤。“占领墨尔本”组织的公开声明中声称“警方的暴行”共计43起，而官方在报纸上宣布的数字则是仅有一名示威者遭骑警的马践踏后被送往医院。
道尔拒绝了部分民众进行公开调查的要求，他坚称无论是他本人还是维多利亚州警方都并无行为不当之处。“占领墨尔本”因此指控墨尔本市政府违反了不干预政治示威的法律。
在同年的市政府选举期间，占领墨尔本的同情者们不断地在道尔的脸书和推特上留言要求对警方的行为进行调查，迫使其最终关闭了这两处的账号。

### 性骚扰指控
2017年12月15日，与道尔同时当选的墨尔本市议员泰莎·苏利文辞职并向立法会首席行政官本·瑞莫投诉市长道尔对自己实施性骚扰。12月17日道尔在推特发文声称自己事先对泰莎指控的细节所知甚少，同时自己将休假一个月以配合调查。他同时强调自己这么做“不代表承认任何指控。”

### 辞职
2018年2月4日，罗伯特·道尔辞任墨尔本市长一职。

## 引用
1. ↑  We're facing oblivion: Doyle （页面存档备份，存于）, The Age, 16 August 2002
2. ↑  Doyle: my best not enough （页面存档备份，存于）, The Age, 4 May 2006
3. ↑  Doyle gets top health job （页面存档备份，存于）, The Age, 22 June 2007
4. ↑  Robert Doyle thinks hard about lord mayor bid （页面存档备份，存于）, Herald Sun, 4 October 2008
5. ↑  Former Lib leader to stand for Lord Mayor, ABC Online, 27 October 2008
6. ↑  .   [2017-12-21]. （原始内容存档于2020-03-10）.
7. ↑  Mayor Robert Doyle promises to activate Melbourne as city switches on 24 hours （页面存档备份，存于）, Sydney Morning Herald, 24 December 2015
8. ↑  Aisha Dow. . The Age. 18 July 2016  [2 October 2017]. （原始内容存档于2018-01-21）.
9. ↑  Neil McMahon. . Sydney Morning Herald. 4 June 2015  [2 October 2017]. （原始内容存档于2017-10-02）.
10. ↑  New mayor driving down a wrong-way street, The Age, 1 December 2008.  的存檔，存档日期3 December 2008.
11. ↑  City mayor Robert Doyle scolded by proud bogans, Herald Sun.  的存檔，存档日期6 December 2008.
12. ↑  'Badly talented' buskers on Doyle's hit list （页面存档备份，存于）, The Age, 1 December 2008.
13. ↑  . The Age. 16 March 2009  [2017-12-21]. （原始内容存档于2009-05-29）.
14. ↑  . Herald Sun. 12 September 2009.
15. ↑  . The Age. 15 September 2010  [2017-12-21]. （原始内容存档于2017-04-25）.
16. ↑  .   [2017-12-21]. （原始内容存档于2021-04-15）.
17. ↑  .   [2017-12-21]. （原始内容存档于2017-05-13）.
18. 1 2  John, Faine. .   [16 August 2012]. （原始内容存档于2013年4月29日）.
19. ↑  Crook, Andrew. . Crikey. 21 October 2011  [22 October 2011]. （原始内容存档于2021-01-24）.
20. ↑  . ABC Online.   [22 October 2011]. （原始内容存档于2012-04-27）.
21. ↑  . Occupy Melbourne.   [16 August 2012]. （原始内容存档于2013年1月16日）.
22. ↑  . 774 ABC Melbourne.   [16 August 2012]. （原始内容存档于2013-12-24）.
23. ↑  Jeff, Waters. . ABC Melbourne. Mar 22, 2012  [16 August 2012]. （原始内容存档于2019-06-02）.
24. ↑  . Herald Sun. August 11, 2012  [16 August 2012].
25. ↑  Perkins, Miki; Lucas, Clay. . The Age. 17 December 2017  [20 December 2017]. （原始内容存档于2018-01-20）.
26. ↑  . ABC News. 17 December 2017  [20 December 2017]. （原始内容存档于2020-11-09） （澳大利亚英语）.